# Théo Mey
Théo Mey (Esch-sur-Alzette, 21 de juliol de 1912 - Eich, Ciutat de Luxemburg, 25 d'agost de 1964) fou un periodista, fotògraf i empleat de banca luxemburguès.
Theo Mey va publicar els seus informes i fotografies en diaris luxemburguesos i estrangers. Quan, el 1952, l'Alta Autoritat de la CECA es va establir a Luxemburg, va ser junt amb Tony Krier, un dels periodistes més actius en seguir els principals esdeveniments europeus de l'època. També se sap que va practicar l'esport i l'atletisme activament.
Les seves 400 000 fotografies s'emmagatzemen a grans biblioteques de fotografies i més concretament a la Fototeca de Ciutat de Luxemburg. S'ha editat el 2002 una selecció de les seves obres sota el títol de Théo Mey: Trésors de la Photothèque.